# Европейский маршрут E73
Европейский маршрут E73 — европейский автомобильный маршрут от Будапешта, Венгрия, до Плоче, Хорватия, общей длиной 710 км. Трасса соединяет центральную часть континента с Адриатическим морем. Эта трасса также называется «Коридор Vc», ветвь пятого Панъевропейского транспортного коридора.
Трасса сейчас активно улучшается во всех трех странах. Коридор включает в себя не только трассу, но и железнодорожный транспорт, а также важные аэропорты. Самая длинная часть трассы проходит по Боснии и Герцеговине и считается одним из важных инструментов развития страны. Дорога также позволяет доехать из южной части Хорватии в восточную напрямую.

## Маршрут

### Венгрия
E73 начинается в Венгрии в Будапеште и идет на юг по трассе M6 до границы с Хорватией.
Шоссе проходит через следующие города:
- Будапешт
- Эрд
- Дунауйварош
- Пакш
- Сексард
- Мохач

На апрель 2010 отрезок в 179 км между M0 (кольцевой дорогой Будапешта) и Боем является современной автомагистралью.
Остальные 19 км от Боя до границы планируется закончить к 2013.

### Хорватия
Хорватская часть E73 поделена на две части: северную и южную. Хорватская часть трассы составляет 112 км или всего 18 % всей длины маршрута.

#### Северная часть
Северная часть E73 в Хорватии называется автомагистраль А5. Длина отрезка составляет 88 км.
В восточной Хорватии E73/A5 проходит через следующие города:
- Бели-Манастир
- Осиек
- Джяково

Трасса будет платной, в зависимости от класса автомобиля, в том числе и некоторые важные объекта, как например мосты через Драву и Саву и железнодорожный переезд севернее Среданчи. Самым важным съездом является съезд у Среданчи, где А5 пересекается с А3, являющейся частью десятого Панъевропейского транспортного коридора. Трасса будет состоять из пяти отрезков:
| Отрезок                                     | Длина | Примечания                                                                  |
| ------------------------------------------- | ----- | --------------------------------------------------------------------------- |
| Венгерская граница — Бели-Манастир          | 5 км  | Будет построена после окончания строительства трассы в Венгрии.             |
| Бели-Манастир — Осиек                       | 25 км | Строится                                                                    |
| Осиек — Джяково                             | 32 км | Закончен и платный.                                                         |
| Джяково — Среданчи                          | 23 км | Закончен и платный.                                                         |
| Среданчи — Граница с Боснией и Герцеговиной | 4 км  | Будет построена после окончания строительства трассы в Боснии и Герцеговине |

#### Южная часть
Южная часть идет по трассе А10. Она будет платной на отрезке от Мали-Пролога до съезда на Плоче. Проходит через следующие города:
- Меткович
- Плоче

Автомагистраль уже распланирована и есть возможность её построить, однако она будет построена только после полного открытия трассы А1, поскольку до этого строительство бесполезно. Плоче, хорватский морской порт, использующийся в основном Боснией и Герцеговиной, расположен на южном окончании трассы. После окончания строительства, А10 будет длиной всего 4,6 км. В результате это будет одна из самых коротких трасс Хорватии.

### Босния и Герцеговина
К 2009 году был построен только один отрезок трассы в Боснии и Герцеговине, между Сараево и Каканью. Плата планируется  в размере примерно 1.50 марок.
Шоссе проходит через следующие города:
- Шамац
- Модрича
- Добой
- Зеница
- Какань
- Високо
- Сараево
- Коньиц
- Ябланица
- Мостар

#### Значение
Для Боснии и Герцеговины эта трасса является чрезвычайно важной и этот проект имеет наивысший приоритет. Строительство уже идет, однако активное начало даст толчок экономической и социальной активности и позволит Боснии и Герцеговине присоединиться к транспортной системе Европы, а также к европейской экономике.
Строительство шоссе общей длиной 340 км позволит улучшить сообщение с соседними странами, повысит конкурентоспособность экономики страны и привлечет иностранные инвестиции.

#### Отрезки
Трасса поделена на отрезки:
- Секция 1: Река Сава-Свилая (пересечение с коридором X) — Добой
  - 64 км

- Секция 2: Добой — Сараево
  - 150 км

- Секция 3: Сараево — Мостар
  - 58 km

- Секция 4: Мостар — Хорватская граница
  - 68 км
    - Итого: 340 км